# ウメボシエンジン
ウメボシエンジンは、日本のお笑いコンビである。吉本興業東京本社（東京吉本、厳密には子会社のよしもとクリエイティブ・エージェンシー）に所属していた。2019年3月解散。東京NSC14期生（2008年4月入学、2009年4月卒業）である。

## メンバー
共に福岡県出身。
- 岡 慎太郎 （おか しんたろう、1984年5月2日（40歳） - ）ボケ担当。

身長173cm。体重68kg 血液型はO型。
- 小澤 憲 （おざわ あきら、1984年4月14日（40歳） - ）ツッコミ担当。

身長175cm。体重60kg 血液型はA型。

## 来歴
2005年のアマチュア芸人時代から福岡お笑い番長でライブ活動をしており、2008年4月に上京して東京NSCに入学し、2009年4月からは吉本芸人として活動。2019年3月をもって解散、両者とも引退。

## エピソード
- 高校の先輩にBLUE RIVER（ワタナベエンターテインメント九州）が居り、アマチュア時代にワタナベエンターテインメント「WEL九州」ライブに出演したことがある。
- 2010年7月23日から8月29日にかけ、日本テレビ本社で行われている汐博の「ダウンタウンのガキの使いやあらへんで!! 絶対に笑ってはいけないホテルマン24時」パビリオンにて「第五回ホテル対抗ユーモアステージ」の水曜日司会として出演していた。

## 出演

### 舞台・ライブ
- 2006年6月25日 　単独ライブ『最初笑撃（ファーストインパクト）』
- 2007年12月22日　単独ライブ『ふたり』
- 2016年10月22日　単独ライブ『ウメボシエンジンの岡 慎太郎大宮降臨祭』